# Боденик
Боденик (серб. Боденик / Bodenik) — село в общине Билеча Республики Сербской Боснии и Герцеговины. В настоящее время село необитаемо.